# The Chronological Classics: Earl Hines and His Orchestra 1932-1934
| Recensione | Giudizio |
| ---------- | -------- |
| AllMusic   | [ 1 ]    |

The Chronological Classics: Earl Hines and His Orchestra 1932-1934 è una Compilation del pianista e caporchestra jazz statunitense Earl Hines, pubblicato dall'etichetta discografica francese Classics Records nel 1990.

## Tracce
1. Oh! You Sweet Thing – 2:56 (Andy Razaf, Fats Waller) – Registrato il 14 luglio 1932 a New York
2. Blue Drag – 2:57 (Josef Myrow) – Registrato il 14 luglio 1932 a New York
3. I Love You Because I Love You (Vocal) – 2:50 (Jack Murray, Al Goodheart, Al Hoffman) – Registrato il 14 luglio 1932 a New York
4. I Love You Because I Love You (Instr.) – 2:47 (Jack Murray, Al Goodheart, Al Hoffman) – Registrato il 14 luglio 1932 a New York
5. Sensational Mood – 3:13 (Horace Floyd, Henry Woode) – Registrato il 14 luglio 1932 a New York
6. Love Me Tonight – 2:36 (Bing Crosby, Ned Washington, Victor Young) – Registrato il 14 luglio 1932 a New York
7. Down Among the Sheltering Palms – 2:42 (James Brockman, Abe Holman) – Registrato il 14 luglio 1932 a New York
8. Rosetta – 2:59 (Earl Hines) – Registrato il 13 febbraio 1933 a New York
9. Why Must We Part? – 2:45 (Louis Dunlap, Charles Carpenter, Louis Taylor) – Registrato il 13 febbraio 1933 a New York
10. Maybe I'm to Blame – 3:09 (Louis Dunlap, Charles Carpenter, Earl Hines) – Registrato il 13 febbraio 1933 a New York
11. Cavernism – 2:48 (Earl Hines, Jimmy Mundy) – Registrato il 13 febbraio 1933 a New York
12. Take It Easy – 2:43 (Jimmy Mundy) – Registrato il 27 ottobre 1933 a Chicago, Illinois
13. Harlem Lament – 2:57 (Quinn Wilson) – Registrato il 27 ottobre 1933 a Chicago, Illinois
14. Bubbling Over – 2:53 (Earl Hines, Louis Dunlap, Charles Carpenter) – Registrato il 27 ottobre 1933 a Chicago, Illinois
15. I Want a Lot of Love – 2:36 (Earl Hines, Louis Dunlap, Charles Carpenter) – Registrato il 27 ottobre 1933 a Chicago, Illinois
16. Just to Be in Caroline – 2:45 (Charles Carpenter, Earl Hines) – Registrato il 26 marzo 1934 a New York
17. We Found Romance – 2:31 (Charles Carpenter, Louis Dunlap, Cecil Irwin) – Registrato il 26 marzo 1934 a New York
18. Blue – 2:58 (Charles Carpenter, Quinn Wilson) – Registrato il 26 marzo 1934 a New York
19. Madhouse – 2:41 (Jimmy Mundy) – Registrato il 26 marzo 1934 a New York
20. Julia – 2:54 (George Dixon) – Registrato il 27 marzo 1934 a New York
21. Darkness – 2:34 (Earl Hines) – Registrato il 27 marzo 1934 a New York
22. You're the One of My Dreams – 2:35 (Cecil Irwin) – Registrato il 27 marzo 1934 a New York
23. Swingin' Down – 2:45 (Earl Hines) – Registrato il 27 marzo 1934 a New York

## Musicisti
Oh! You Sweet Thing / Blue Drag / I Love You Because I Love You (Vocal) / I Love You Because I Love You (Instr.) / Sensational Mood / Love Me Tonight / Down Among the Sheltering Palms

(Earl Hines and His Orchestra)
- Earl Hines - pianoforte, direttore orchestra
- Earl Hines - piano solo (brani: Love Me Tonight e Down Among the Sheltering Palms)
- Charlie Allen - tromba
- George Dixon - tromba, arrangiamenti
- Walter Fuller - tromba
- Walter Fuller - voce (brano: I Love You Because I Love You (Vocal))
- Louis Taylor - trombone, arrangiamenti
- William Franklin - trombone
- Darnell Howard - clarinetto, sassofono alto, violino
- Omer Simeon - clarinetto, sassofono alto, sassofono baritono
- Cecil Irwin - clarinetto, sassofono tenore, arrangiamenti
- Lawrence Dixon - chitarra, arrangiamenti
- Quinn Wilson - tuba, contrabbasso
- Wallace Bishop - batteria
- Henry Woodip - arrangiamenti (brano: Sensational Mood)

Rosetta / Why Must We Part? / Maybe I'm to Blame / Cavernism
- Earl Hines - pianoforte, direttore orchestra
- Valaida Snow - voce (brano: Maybe I'm to Blame)
- Charlie Allen - tromba
- George Dixon - tromba
- Walter Fuller - tromba
- Louis Taylor - trombone
- Louis Taylor - arrangiamenti (brano: Why Must We Part?)
- William Franklin - trombone
- Darnell Howard - clarinetto, sassofono alto, violino
- Omer Simeon - clarinetto, sassofono alto, sassofono baritono
- Cecil Irwin - clarinetto, sassofono tenore
- Cecil Irwin - arrangiamenti (brano: Rosetta)
- Jimmy Mundy - sassofono tenore
- Jimmy Mundy - arrangiamenti (brano: Cavernism)
- Lawrence Dixon - chitarra
- Lawrence Dixon - arrangiamenti (brano: Maybe I'm to Blame)
- Quinn Wilson - tuba, contrabbasso
- Wallace Bishop - batteria

Take It Easy / Harlem Lament / Bubbling Over / I Want a Lot of Love
- Earl Hines - pianoforte, direttore orchestra
- Charlie Allen - tromba
- George Dixon - tromba
- Walter Fuller - tromba
- Louis Taylor - trombone
- William Franklin - trombone
- Trummy Young - trombone
- Darnell Howard - clarinetto, sassofono alto, violino
- Omer Simeon - clarinetto, sassofono alto, sassofono baritono
- Cecil Irwin - clarinetto, sassofono tenore
- Jimmy Mundy - sassofono tenore
- Jimmy Mundy - arrangiamenti (brano: Take It Easy)
- Lawrence Dixon - chitarra
- Lawrence Dixon - arrangiamenti (brani: Bubbling Over e I Want a Lot of Love)
- Quinn Wilson - tuba, contrabbasso
- Quinn Wilson - arrangiamenti (brano: Harlem Lament)
- Wallace Bishop - batteria

Just to Be in Caroline / We Found Romance / Blue / Madhouse / Julia / Darkness / You're the One of My Dreams / Swingin' Down
- Earl Hines - pianoforte, direttore orchestra
- Herb Jeffries - voce (brani: Just to Be in Caroline e Blue)
- Charlie Allen - tromba
- George Dixon - tromba
- George Dixon - arrangiamenti
- Walter Fuller - tromba
- Walter Fuller - voce (brani: We Found Romance, Julia e You're the One of My Dreams)
- Louis Taylor - trombone
- William Franklin - trombone
- Trummy Young - trombone
- Darnell Howard - clarinetto, sassofono alto, violino
- Omer Simeon - clarinetto, sassofono alto, sassofono baritono
- Cecil Irwin - clarinetto, sassofono tenore
- Cecil Irwin - arrangiamenti (brani: We Found Romance e You're the One of My Dreams)
- Jimmy Mundy - sassofono tenore
- Jimmy Mundy - arrangiamenti (brano: Madhouse)
- Lawrence Dixon - chitarra
- Lawrence Dixon - arrangiamenti (brano: Just to Be in Caroline)
- Quinn Wilson - tuba, contrabbasso
- Quinn Wilson - arrangiamenti (brano: Blue)
- Wallace Bishop - batteria[2]